# Luis de Sandoval Zapata
Luis de Sandoval y Zapata fue un poeta novohispano muy reconocido en su época. Después cayó en el olvido de los estudiosos de literatura mexicana. El escritor mexicano Enrique Serna lo recuperó, haciendo su tesis sobre él.

## Biografía
Luis de Sandoval nació en la Villa de Colima en 1618 o 1620. Fue hijo de don Gerónimo de Sandoval y doña Beatriz de Porras. Fue seminarista en el Colegio de San Ildefonso y mostró un gran interés en temas religiosos. Se casó con doña Francisca Calderón en 1639 con quien tuvo seis hijos. Murió el 29 de enero de 1671.

## Obra y Estilo
La mayor parte de sus escritos se han perdido, aunque algunos se han recuperados. Sabemos que cultivó, además de la poesía, la prosa en estilo barroco sobre temas literarios y filosóficos. Su escrito más famoso fue un soneto a la Virgen de Guadalupe, publicado por el padre Florencia y después reproducido por Antonio Mendoza en 1725. También escribió el Panegírico a la paciencia, publicado en 1645 en el cual se mencionan varias obras que ya para ese momento se encontraban terminadas pero que permanecieron inéditas: Miscelaneas castellanas (una colección de versos de temas divinos y humanos), el Epicteto cristiano, el Tiberio César político, la Información panegírica por Orígenes y la Apología por la novedad. También se sabe que escribió textos en latín: Examen Vanitatis, Doctrina Gentium et Haereticorum, De Magia y las Quaestiones Selectae.
En 1660 el poeta solicitó permiso al Santo Oficio para poder representar su comedia Lo que es ser predestinado, permiso que le fue negado. Sin embargo, gracias a estos documentos sabemos que ya había escrito dos autos sacramentales: Andrómeda y Perseo y Los triunfos de Jesús sacramentado, una comedia titulada El gentil hombre de Dios y dos comedias dedicadas a la mártir de Iconio santa Tecla.
Alfonso Plancarte descubrió 29 sonetos escritos por Sandoval. Sus obras, editadas en 1986 por José Pascual Buxó, reflejan el pensamiento e intelectualidad criollos al tanto de los acontecimientos y estilos europeos. Se tiene noticia de obras dedicadas a la Inmaculada Concepción que fueron premiadas en un certamen de la Real y Pontificia Universidad, sonetos, octavas y un romance llamado Relación fúnebre a la infeliz, trágica muerte de dos caballeros..., en el que describe la conspiración de Martín Cortés (hijo de Hernán Cortés) junto con los hermanos Ávila, ambos criollos hijos de conquistadores.